# Polieno (retore)
Polieno (in latino Polyaenus Macedo, in greco antico: Πολύαινος?, Polýainos; Macedonia, II secolo d.C. – ...) è stato un retore macedone antico, vissuto al tempo degli Antonini.

## Biografia
Non si sa molto della vita di Polieno. Della sua attività è rimasta solo l'opera Στρατηγήματα ("Stratagemmi"), una raccolta di circa 900 massime di strategia militare dedicato agli imperatori Marco Aurelio (161-180) e Lucio Vero (161-169).

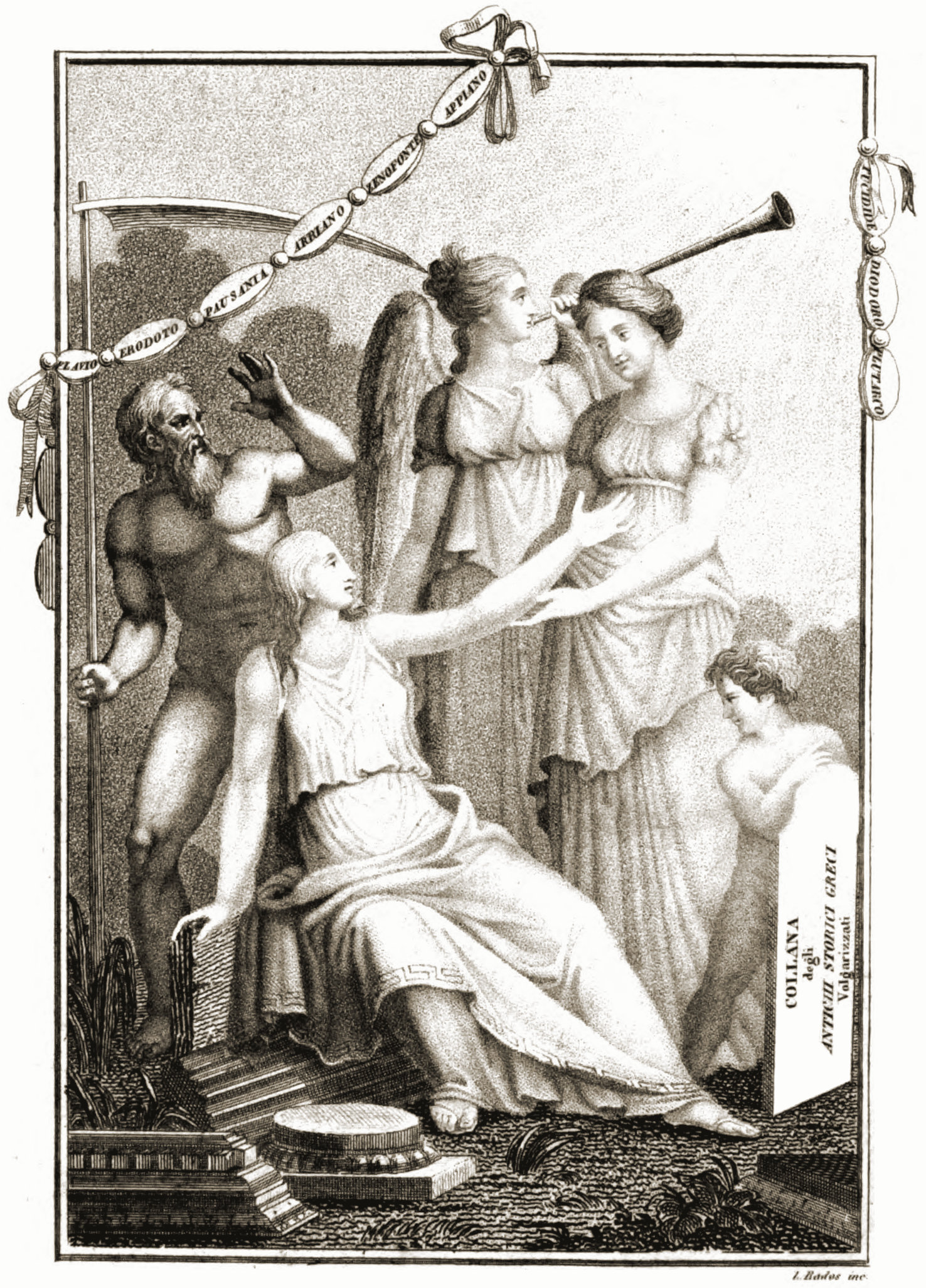
Stratagemmi di Polieno, a cura di Lelio Carani, 1821, incisione

## Stratagemmi
Divisa in otto libri, l'opera era in origine una raccolta di 900 fra aneddoti, esempi di coraggio o di virtù militari, detti memorabili e astuzie di guerra; degli originari otto libri, parti del sesto e settimo libro sono mutile, e dei 900 stratagemmi iniziali ne sono rimasti 833.
L'opera è scritta in un greco arcaicizzante. Nonostante molti errori di giudizio e di fatto, l'opera non è priva di valore storico. Fu studiata diligentemente anche dall'imperator bizantino Leone VI il Saggio che scrisse sulle tattiche militari. Esiste una traduzione italiana del XVI secolo di Lelio Carani.